# Здание гимназии Морозовой (Воронеж)
Здание гимназии Морозовой — двухэтажное здание начала XX века постройки по улица Фридриха Энгельса, в Центральном районе города Воронеж. Памятник истории и культуры регионального значения. В настоящее время строение используется в качестве учебного здания для учащихся общеобразовательной школы №28.

## История
На строительство данного здания деньги выделила жена генерал-майора Софья Морозова – родная тётка известного архитектора Н.В. Троицкого, участок также принадлежал ей. Строительством объекта руководил подрядчик А.Н. Калинин. Гимназия была построена и открыла свои двери для учеников 1 сентября 1912 года. Статус учреждения был обозначен как частное мужское учебное заведение первого разряда с курсом классической гимназии.
Морозова сумела создать лучшую в Воронеже гимназию. Внутреннее устройство здания, его оборудования и организация учебного процесса были уникальными для того периода. Дом имел 10 больших классных комнат, три зала (гимнастический, рисовальный и актовый), столовую с горячими обедами, физический кабинет, просторный вестибюль. Огромные окна способствовали пропуску большого количества солнечного света и были новшеством, ориентированными в архитектуре учебных строений.
В 1913 году к двухэтажному корпусу, имеющему вытянутую в глубину двора форму, было пристроено одноэтажное строение, которое сделало здание угловым.
С 1913 по 1917 годы некоторые помещения здания занимало первое высшее учебное заведение города Воронежа – сельскохозяйственный институт имени Петра Великого.
После революции, в 1918 году, здесь разместились старшие классы 17-й советской трудовой школы 2-й ступени и младшие – 41-й советской трудовой школы 1-й ступени. Здесь же, в этом строении, были размещены учащиеся бывшей Николаевской прогимназии.
В ходе боев в Гражданскую войну некоторые части здания были разрушены и в течение нескольких лет не использовались. С 1919 по 1920 годы в актовом зале строения расположился железнодорожный театр-клуб, а в 1920 году здесь был открыт и работал институт народного образования.
В 1924 году строение было переоборудовано под школу-коммуну для беспризорных детей. В январе 1925 года учреждение было открыто под названием “Памятник Ильичу”. С 1934 года здесь стала работать средняя школа № 5.
В 1940-х годах по проекту архитектора Б.Н. Зотова здание было восстановлено. В 1948 году стали эксплуатировать первую очередь объекта, в 1949 году – вторую и третью. Дом получил над угловой частью второй этаж и оставался одним из крупных школьных сооружений города. Уличные фасады были окрашены по кирпичной кладке.

## Современное состояние
В настоящее время это строение используется для нужд учащихся средней общеобразовательной школы №28 с углубленным изучением отдельных предметов города Воронежа. Здесь продолжают получать знания юные воронежцы.

## Памятные надписи и сооружения
- 4 октября 2012 года на здании была установлена и открыта мемориальная доска свидетельствующая о размещении здесь первого высшего учебного заведения Центрального Черноземья - Воронежского сельскохозяйственного института императора Петра I.
- В мае 2014 года на фасаде строения установлена мемориальная доска в память о писателе Б.Л. Васильеве.
- 1 сентября 2014 года была открыта мемориальная доска в память о выпускнике школы, писателе  Ю.Д. Гончарове.
- 30 сентября 2016 года был установлен и открыт барельеф в честь основателя учебного заведения Софьи Морозовой[7].